# Miodentosaurus
Miodentosaurus is een geslacht van uitgestorven Thalattosauria (een soort uitgestorven marien reptiel) uit het Laat-Trias van China. Het is een van de vele thalattosauriërs die worden gevonden in de Xiaowa-formatie, ook bekend als de Wayao-afzetting van de Falang-formatie. De geslachtsnaam Miodentosaurus betekent 'weinig getande hagedis', terwijl de soortaanduiding brevis 'kort' betekent' in het Latijn, een verwijzing naar zijn korte snuit.

## Beschrijving
Miodentosaurus is een thalattosauriër, een groep mariene reptielen met lange, peddelachtige staarten en korte poten met onafhankelijk beweegbare vingers en tenen. Miodentosaurus is specifiek een Askeptosauroïde, een groep thalattosauriërs met vrij rechte snuiten. Ondanks dat Miodentosaurus nauw verwant is aan Askeptosaurus (een thalattosauriër met een zeer lange en tandenrijke snuit), had Miodentosaurus een vrij korte snuit (korter dan de rest van het hoofd) met slechts een paar kegelvormige tanden op de premaxillae en het dentarium. Hoewel deze snuitconfiguratie bij geen enkele andere thalattosauriër bekend is, deelt Miodentosaurus een aantal andere kenmerken met Askeptosauroïden, zoals het hebben van tien halswervels en een groot foramen pineale.
Afgezien van zijn unieke schedelkenmerken, heeft Miodentosaurus ook kenmerkende platte voorklauwen en de twee bekende exemplaren waren beide meer dan vier meter lang, waardoor het een van de grootste bekende thalattosauriërs is.

## Geschiedenis en exemplaren
Het holotype van Miodentosaurus brevis, NMNS 004727 / F003960, is een goed bewaard gebleven en redelijk compleet gearticuleerd skelet. Het werd ontdekt in de Xiaowa-formatie uit het Carnien (of Wayao-afzetting van de Falang-formatie) van China, waar ook andere thalattosauriërs zoals Anshunsaurus huangguoshuensis en Concavispina biseridens werden gevonden. De schedel en kaken waren de eerste elementen die in 2007 werden beschreven, terwijl het postcraniale skelet in 2009 werd beschreven.
Een nog completer exemplaar, ZMNH M8742, werd in 2010 beschreven. Dit exemplaar is een van de meest complete thalattosauriërskeletten die bekend zijn en toont bekken-, middenvoet- en coracoïde kenmerken die verschillen van die van het holotype, misschien een geval van individuele variatie binnen het geslacht.